# Landsort-Klasse
Die Landsort-Klasse ist eine Serie von insgesamt sieben Fahrzeugen, die in den Jahren 1983–1992 im Auftrag der schwedischen Marine gebaut wurden.
Benannt sind sie nach bekannten schwedischen Leuchtfeuern. Sie sind ausgelegt für U-Jagd, Minensuchen und Minenräumen. Die Landsort-Klasse ist in Schichtbauweise hergestellt: Der Rumpf besteht aus einem 6 cm dicken Kern aus PVC, der auf beiden Seiten von einer Schicht glasfaserverstärktem Kunststoff umschlossen wird.
Bewaffnet sind die Schiffe dieser Klasse mit einem 40-mm-Bofors-Mehrzweckgeschütz, 4 × 9 Anti-U-Boot-Granaten und zwei 12,7-mm-sMG. Außerdem können Seeminen und Wasserbomben an Bord genommen und eingesetzt werden.
Die Fahrzeuge dieser Klasse heißen:
- Landsort
- Arholma
- Koster
- Kullen
- Vinga
- Ven
- Ulvön